# Шъйен
Шъйен е град в провинция Хубей, Източноцентрален Китай. Населението на административния район е 3 340 841 жители. Площта му е 1022 кв. км. Намира се на 1640 м н.в. Пощенският му код е 442000, а телефонния 719. МПС кодът му е 鄂C. В района на града има около 200 храма и религиозни места, които са притегателна точка за китайски туристи. Градът е център на автомобилната промишленост в Китай и е наречен Детройтът на Китай. Най-пополурната марка китайски камиони, автобуси и други тежкотоварни машини се произвеждат тук и производителите са основни работодатели в града. Обслужва се от Китайска национална магистрала 209.